# Emilia Bernsdorf
Emilia Bernsdorf (* 3. August 1997 in Berlin-Mitte) ist eine deutsche Schauspielerin.

## Leben und Karriere
Bernsdorf ist die Tochter des Fotografen und Kameramanns Ingolf Seidel. Als Siebenjährige stand sie mit ihrem zwei Jahre jüngeren Bruder als Komparsin in Der ewige Gärtner vor der Kamera. Sie besuchte das Friedrich-Ludwig-Jahn-Gymnasium in Kyritz. Ihr Filmdebüt gab sie 2013 in Der Feind in meinem Leben. In der ZDF-Krimireihe Unter anderen Umständen spielte sie in der Folge Das Versprechen das vermeintliche Mordopfer Nele. In Ein Fall für zwei spielt sie seit 2016 die wiederkehrende Rolle der Nina, Tochter von Benni Hornberg, gespielt von Antoine Monot, Jr. In dessen Sketch-Comedy-Serie Knallerkerle spielten beide in vielen Sketchen ebenfalls Vater und Tochter.
Bernsdorf lebt im brandenburgischen Vehlow.

## Filmografie
- 2013: Der Feind in meinem Leben
- 2015: Inga Lindström – Liebe deinen Nächsten
- 2015: Solo für Weiss – Das verschwundene Mädchen
- 2015: Hilfe, wir sind offline!
- 2016: Tatort – Fünf Minuten Himmel
- 2016: Alles Klara – Gold und Silber
- 2016: Unter anderen Umständen – Das Versprechen
- 2016: In aller Freundschaft – Die jungen Ärzte – Größe
- seit 2016: Ein Fall für zwei (Fernsehserie)
- 2017: Der Bergdoktor – Blut und Wasser
- 2017: Knallerkerle
- 2017: Die Spezialisten – Im Namen der Opfer – Heroes
- 2017: Letzte Spur Berlin – Gottesurteil
- 2017: In Wahrheit: Mord am Engelsgraben
- 2017: Die Kanzlei – Hunger
- 2017: Notruf Hafenkante – Der doppelte Victor
- 2018: Katie Fforde – Mama allein zu Haus
- 2018: Der Staatsanwalt – Im Netz der Spinne
- 2018: Ein starkes Team – Preis der Schönheit
- 2018: In aller Freundschaft – Stürmische Zeiten
- 2018: Der Ranger – Paradies Heimat: Wolfsspuren
- 2018: Der Alte – In voller Absicht
- 2018: Glück ist was für Weicheier
- 2019: SOKO München – Muki
- 2019: Meine Mutter spielt verrückt
- 2019: Frau Jordan stellt gleich – Hintern und Arschlöcher
- 2019: SOKO Leipzig – Familienteufel
- 2019: Morden im Norden – Leonies letzter Abend
- 2020: WaPo Berlin – Die Inszenierung eines Lebens
- 2020: Der Bergdoktor – Die dunkle Seite des Lichts
- 2020: Frühling – Genieße jeden Augenblick[2]
- 2020: Tatort: Funkstille
- 2021: Kroymann (Satiresendung, 1 Folge)
- 2023: Bettys Diagnose – Fehleinschätzungen
- 2023: In aller Freundschaft – Schutzlos